# Diplotropis peruviana
Diplotropis peruviana är en ärtväxtart som beskrevs av James Francis Macbride. Diplotropis peruviana ingår i släktet Diplotropis och familjen ärtväxter. Inga underarter finns listade i Catalogue of Life.